# Station Radymno
Station Radymno is een spoorwegstation in de Poolse plaats Radymno.